# Calvoa sinuata
Espèce
Calvoa sinuata est une espèce de plantes à fleurs de la famille des Melastomataceae et du genre Calvoa, endémique de Sao Tomé-et-Principe.